# (652) Jubilatrix
(652) Jubilatrix es un asteroide perteneciente al cinturón de asteroides descubierto el 4 de noviembre de 1907 por Johann Palisa desde el observatorio de Viena, Austria.
Está nombrado en honor del jubileo del emperador austrohúngaro Francisco José I de Austria (1830-1916).
Forma parte de la familia asteroidal de María.